# Golden Hills
Golden Hills és una concentració de població designada pel cens dels Estats Units a l'estat de Califòrnia. Segons el cens del 2000 tenia 7.434 habitants.

## Demografia
Segons el cens del 2000, Golden Hills tenia 7.434 habitants, 2.547 habitatges, i 2.019 famílies. La densitat de població era de 233,4 habitants/km².
Dels 2.547 habitatges en un 46% hi vivien nens de menys de 18 anys, en un 65,1% hi vivien parelles casades, en un 9,4% dones solteres, i en un 20,7% no eren unitats familiars. En el 17,9% dels habitatges hi vivien persones soles el 6,1% de les quals corresponia a persones de 65 anys o més que vivien soles. El nombre mitjà de persones vivint en cada habitatge era de 2,92 i el nombre mitjà de persones que vivien en cada família era de 3,3.
Per edats la població es repartia de la següent manera: un 33,8% tenia menys de 18 anys, un 7,4% entre 18 i 24, un 27,9% entre 25 i 44, un 21,5% de 45 a 60 i un 9,4% 65 anys o més.
L'edat mediana era de 34 anys. Per cada 100 dones de 18 o més anys hi havia 96,1 homes.
La renda mediana per habitatge era de 48.047 $ i la renda mediana per família de 55.906 $. Els homes tenien una renda mediana de 47.833 $ mentre que les dones 29.815 $. La renda per capita de la població era de 19.333 $. Entorn del 6,5% de les famílies i el 7,8% de la població estaven per davall del llindar de pobresa.

## Poblacions més properes
El següent diagrama mostra les poblacions més properes.